# Potencia (física)

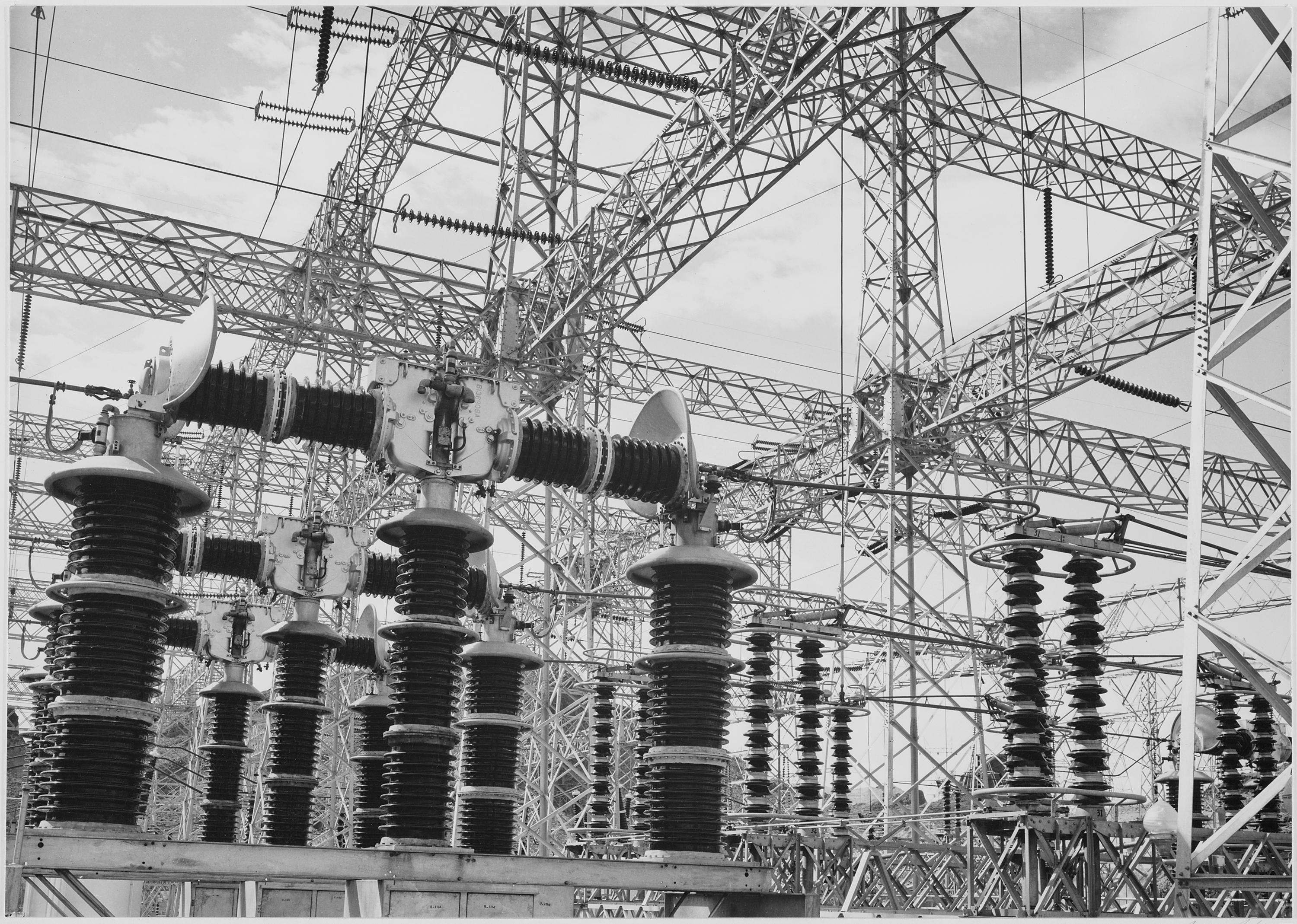
Fotografía de Ansel Adams de cables eléctricos de las unidades de potencia de la Presa de Boulder, 1941–1942

En física, la potencia ({\displaystyle P}) es la cantidad de trabajo efectuado por unidad de tiempo. En el Sistema Internacional de Unidades, la unidad de potencia es el vatio o watt, igual a un julio o joule por segundo. Potencia es una cantidad escalar.
Por ejemplo, la potencia necesaria para mover un vehículo terrestre es el producto de la resistencia aerodinámica más la fuerza de tracción sobre las ruedas, y la velocidad del vehículo. La potencia de salida de un motor es el producto del par que genera el motor y la velocidad angular de su eje de salida.  Del mismo modo, la potencia disipada en un elemento eléctrico de un circuito es el producto de la corriente que fluye a través del elemento y de la tensión a través del elemento.

## Definición
La potencia es la relación con respecto al tiempo a la que se realiza el trabajo; es la derivada temporal del trabajo:
{\displaystyle P={\frac {dW}{dt}}}
donde P es la potencia, W es el trabajo y t es el tiempo.
Si se aplica una fuerza constante F a lo largo de una distancia x, el trabajo realizado se define como  {\displaystyle W=\mathbf {F} \cdot \mathbf {x} } En este caso, la potencia puede escribirse como:
{\displaystyle P={\frac {dW}{dt}}={\frac {d}{dt}}\left(\mathbf {F} \cdot \mathbf {x} \right)=\mathbf {F} \cdot {\frac {d\mathbf {x} }{dt}}=\mathbf {F} \cdot \mathbf {v} }
Si en cambio la fuerza es variable sobre una curva tridimensional C, entonces el trabajo se expresa en términos de la integral lineal:
{\displaystyle W=\int _{C}\mathbf {F} \cdot d\mathbf {r} =\int _{\Delta t}\mathbf {F} \cdot {\frac {d\mathbf {r} }{dt}}\ dt=\int _{\Delta t}\mathbf {F} \cdot \mathbf {v} \,dt}
Por el teorema fundamental del cálculo, sabemos que
{\displaystyle P={\frac {dW}{dt}}={\frac {d}{dt}}\int _{\Delta t}\mathbf {F} \cdot \mathbf {v} \,dt=\mathbf {F} \cdot \mathbf {v} .}
Por lo tanto, la fórmula es válida para cualquier situación general.

## Simbología
| Símbolo                                      | Nombre               |
| -------------------------------------------- | -------------------- |
| {\displaystyle {\bar {P}}}                   | Potencia media       |
| {\displaystyle \left\langle P\right\rangle } | Potencia esperada    |
| {\displaystyle P(t)}                         | Potencia instantánea |
| {\displaystyle W}                            | Trabajo              |
| {\displaystyle \Delta t}                     | Intervalo de Tiempo  |
| {\displaystyle \mathbf {F} }                 | Vector de Fuerza     |
| {\displaystyle \mathbf {r} }                 | Vector de posición   |
| {\displaystyle \mathbf {v} }                 | Vector de Velocidad  |

## Potencia media
Si {\displaystyle W} es la cantidad de trabajo realizado durante un intervalo de tiempo ({\displaystyle \Delta t}), la potencia media ({\displaystyle {\bar {P}}}) durante ese intervalo está dada por la relación
{\displaystyle {\bar {P}}\equiv \left\langle P\right\rangle ={\frac {W}{\Delta t}}}

## Potencia instantánea
Es el valor límite de la potencia media ({\displaystyle {\bar {P}}}) cuando el intervalo de tiempo ({\displaystyle \Delta t}) se aproxima a cero.[cita requerida] En el caso de un cuerpo de pequeñas dimensiones

{\displaystyle P(t)=\lim _{\Delta t\rightarrow 0}{\frac {\ W}{\Delta t}}\ =\lim _{\Delta t\rightarrow 0}\mathbf {F} \cdot {\frac {\Delta \mathbf {r} }{\Delta t}}=\mathbf {F} \cdot \mathbf {v} }

Para un cuerpo extenso que se desplaza y rota la potencia toma la forma:

{\displaystyle P(t)=\mathbf {F} \cdot \mathbf {v} +{\boldsymbol {\Gamma }}\cdot {\boldsymbol {\omega }}}

donde {\displaystyle \Gamma } es el torque resultante y {\displaystyle \omega } es la velocidad angular del cuerpo.

## Potencia pico y ciclo de trabajo

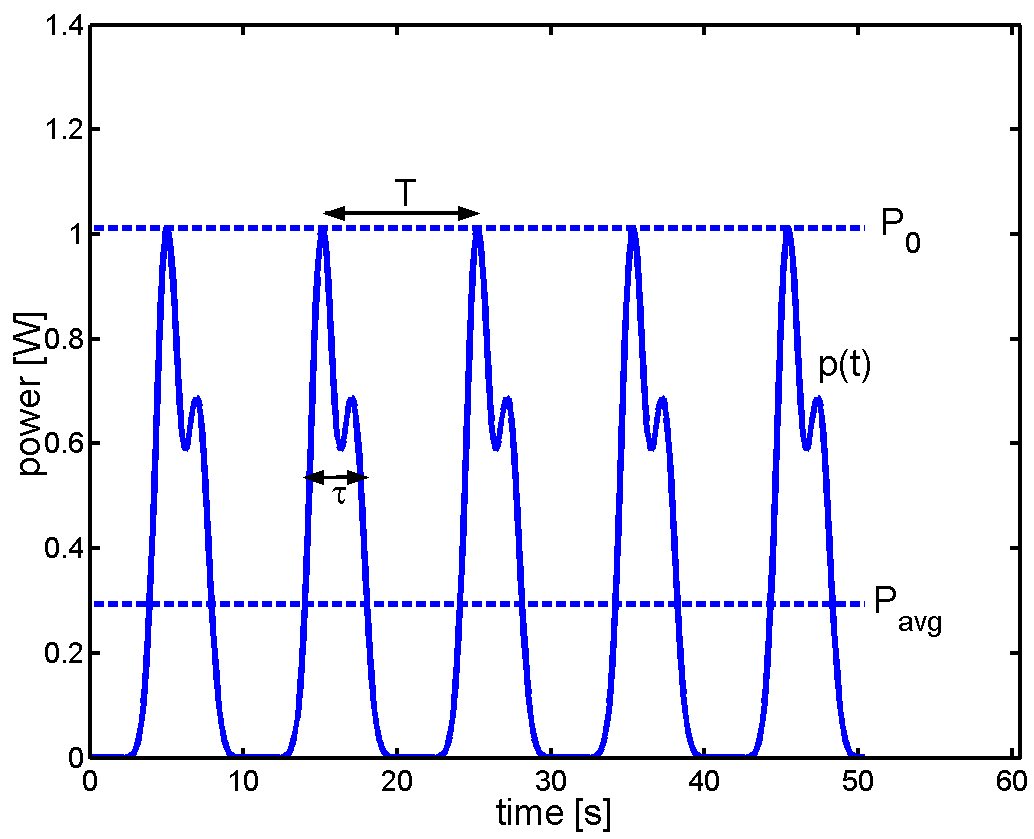
En un tren de pulsos idénticos, la potencia instantánea es una función periódica del tiempo. La relación entre la duración del impulso y el periodo es igual a la relación entre la potencia media y la potencia pico. También se denomina ciclo de trabajo (véanse las definiciones en el texto).

En el caso de una señal periódica {\displaystyle s(t)} de periodo {\displaystyle T}, como un tren de pulsos idénticos, la potencia instantánea p(t)=|s(t)|^{2} también es una función periódica de periodo {\displaystyle T}.  La potencia pico se define simplemente por:
P_{0}=\max[p(t)].
Sin embargo, la potencia de pico no siempre es fácilmente medible, y la medición de la potencia media {\displaystyle P_{\mathrm {media} }} es más comúnmente realizada por un instrumento.  Si se define la energía por pulso como
\varepsilon _{\mathrm {pulso} }=\int _{0}^{T}p(t)\,dt
entonces la potencia media es
P_{\mathrm {media} }={\frac {1}{T}}\int _{0}^{T}p(t)\,dt={\frac {\varepsilon _{\mathrm {pulso} }}{T}}.
Se puede definir la longitud del pulso {\displaystyle \tau } tal que {\displaystyle P_{0}\tau =\varepsilon _{\mathrm {pulso} }} de forma que las relaciones
{\displaystyle {\frac {P_{\mathrm {media} }}{P_{0}}}={\frac {\tau }{T}}}
son iguales. Estas relaciones se denominan ciclo de trabajo del tren de pulsos.

## Tipos de potencia

### Potencia mecánica
La potencia mecánica aplicada sobre un sólido rígido viene dada por el producto de la fuerza resultante aplicada por la velocidad:

{\displaystyle P(t)=\mathbf {F} \cdot \mathbf {v} }

Si además existe rotación del sólido y las fuerzas aplicadas están cambiando su velocidad angular:
| Símbolo                                 | Nombre                                                           |
| --------------------------------------- | ---------------------------------------------------------------- |
| {\displaystyle \mathbf {F} }            | Fuerza resultante                                                |
| {\displaystyle \mathbf {M} }            | Momento resultante                                               |
| {\displaystyle \mathbf {v} }            | Velocidad del punto donde se ha calculado la resultante efectiva |
| {\displaystyle {\boldsymbol {\omega }}} | Velocidad angular del sólido                                     |

Para un sólido deformable o un medio continuo general la expresión es más compleja y se expresa como producto del tensor tensión y el campo de velocidades. La variación de energía cinética viene dada por:
| Símbolo                | Nombre                                             |
| ---------------------- | -------------------------------------------------- |
| {\displaystyle T_{ij}} | Componentes del tensor de tensiones de Cauchy      |
| {\displaystyle D_{ij}} | Componentes del tensor de velocidad de deformación |

### Potencia eléctrica
La potencia eléctrica desarrollada en un cierto instante por un dispositivo viene dada por la expresión
| Símbolo              | Nombre                                                             | Unidad    |
| -------------------- | ------------------------------------------------------------------ | --------- |
| {\displaystyle P(t)} | Potencia instantánea                                               | W o (J/s) |
| {\displaystyle I(t)} | corriente que circula por él                                       | A         |
| {\displaystyle V(t)} | Diferencia de potencial (caída de voltaje) a través del componente | Volt      |

Si el componente es una resistencia, tenemos:
| Símbolo           | Nombre      | Unidad |
| ----------------- | ----------- | ------ |
| {\displaystyle P} | Potencia    | W      |
| {\displaystyle I} | Corriente   | A      |
| {\displaystyle V} | Voltaje     | V      |
| {\displaystyle R} | Resistencia | Ω      |

### Potencia calorífica
La potencia calorífica de un dispositivo es la cantidad de calor que libera por la unidad de tiempo:
| Símbolo           | Nombre                | Unidad    |
| ----------------- | --------------------- | --------- |
| {\displaystyle P} | Potencia instantánea  | W o (J/s) |
| {\displaystyle E} | Energía proporcionada | J         |
| {\displaystyle t} | Tiempo                | s         |

La potencia sonora, considerada como la cantidad de energía que transporta la onda sonora por unidad de tiempo a través de una superficie dada, depende de la intensidad de la onda sonora y de la superficie , viniendo dada, en el caso general, por:
| Símbolo               | Nombre                                                    |
| --------------------- | --------------------------------------------------------- |
| {\displaystyle P_{S}} | Potencia                                                  |
| {\displaystyle I_{s}} | Intensidad sonora                                         |
| {\displaystyle dS}    | Elemento de superficie sobre alcanzado por la onda sonora |

Para una fuente aislada, el cálculo de la potencia sonora total emitida requiere que la integral anterior se extienda sobre una superficie cerrada.

## Información de rendimiento

### Energía recibida y entregada
Los fabricantes de aparatos eléctricos están obligados a especificar el consumo máximo de energía, es decir, la potencia máxima que se extrae de la fuente de alimentación (red eléctrica, batería). Este es siempre un valor numérico mayor que la potencia de salida, es decir, la potencia en la forma que el usuario desea (por ejemplo, potencia mecánica, potencia luminosa). La potencia entregada puede ser mucho menor dependiendo de la eficiencia, es decir que después de deducir las pérdidas de energía al convertir la energía eléctrica en el tipo de energía deseado. Las pérdidas de calor, mecánicas y de otro tipo reducen la potencia real entregada, por ejemplo un taladro o una aspiradora.
En el caso de las lámparas, además del consumo de potencia en vatios, también se debe indicar el flujo luminoso en lúmenes. Debido a que está definido por la fisiología del ojo humano, no se puede comparar directamente con la producción eléctrica. Más bien, la eficacia luminosa se puede especificar en unidades de lúmenes por vatio. Se podría estimar una eficiencia aproximada dividiendo la potencia de radiación en el rango espectral visible (aprox. 400 a 700 nm ) por la potencia consumida. Esto daría como resultado, por ejemplo para lámparas incandescentes un valor de alrededor del cinco por ciento. Sin embargo, los límites entre el espectro visible y el infrarrojo o ultravioleta son fluidos, por lo que tal eficiencia no estaría claramente definida. Además, no tiene en cuenta la diferente sensibilidad espectral del ojo.
En el caso de los láseres, por el contrario, se indica la potencia realmente contenida en el rayo láser. El consumo eléctrico (potencia conectada) de una fuente de rayo láser es siempre mayor dependiendo de la eficiencia respectiva.
Para electrodomésticos, por ejemplo una cortadora de césped eléctrica, se especifica la energía eléctrica que se extrae del enchufe. La situación es diferente con los motores eléctricos de mayor rendimiento. La placa de características también muestra la potencia mecánica disponible en el eje del motor así como la cantidad de potencia aparente absorbida . En los taladros manuales eléctricos se indica la potencia máxima consumida de la red eléctrica cuando el husillo está parado, por lo que no tiene nada que ver con la potencia mecánica entregada. En el caso de los aspiradores se indica el consumo de energía eléctrica, que no tiene por qué tener mucho que ver con la potencia de succión. El consumo de energía (eléctrica) de un calentador es siempre igual a la producción de calor.
En el caso de los generadores de calor en la tecnología de calefacción, la potencia absorbida se denomina carga térmica (en los sistemas de combustión también se denomina potencia calorífica de la combustión ) y la potencia se denomina potencia calorífica.
Para los transmisores, además de la potencia de salida del dispositivo transmisor, también se especifica la potencia de radiación efectiva . Esta última depende de la antena transmisora utilizada en la respectiva frecuencia de transmisión y puede ser mayor o menor que la potencia de salida del transmisor.

#### Enfriadoras
Los refrigeradores, congeladores y bombas de calor transportan el calor del lado frío al lado caliente. La bomba que se suele utilizar requiere un accionamiento; los motores eléctricos son habituales. El consumo de energía del motor suele ser inferior a la producción de calor. Así, un sistema de calefacción con bomba de calor puede proporcionar, por ejemplo, 2,5 veces más consumo eléctrico que potencia calorífica.

#### Intercambiador de calor
El rendimiento térmico de los intercambiadores de calor suele ser proporcional a la diferencia de temperatura. Los disipadores de calor y las carcasas disipadoras de calor también tienen esta característica. Por ello, su rendimiento (conductividad térmica) suele expresarse en vatios por Kelvin (W/K).

### Rendimiento continuo y a corto plazo
La especificación de potencia de un aparato puede referirse a un "KB xx min", es decir tiempo de funcionamiento corto xx minutos. Esto se hace para evitar el sobrecalentamiento debido a las capacidades térmicas limitadas y a la conducción del calor. Algunos ejemplos son los aparatos eléctricos de cocina, las pistolas de soldar o los equipos de soldadura por arco. Deben enfriarse como muy tarde después del tiempo de funcionamiento especificado. Lo mismo ocurre con la potencia horaria de las locomotoras eléctricas, que puede suministrarse de forma continua durante una hora.
En el caso de los hornos, la potencia nominal puede indicar la potencia durante el calentamiento, mientras que la potencia posterior durante la cocción, etc., es mucho menor debido al control de la temperatura.
Es posible alcanzar potencias muy elevadas durante periodos de tiempo muy cortos. Por ejemplo, el sistema láser PHELIX suministra 0,5 petavatios durante un periodo de 2 picosegundos.

## Unidades de potencia
- Sistema Internacional (SI):
  - Vatio, (W)
- Sistema inglés:
  - caballo de fuerza o de potencia, horsepower en inglés, (hp)
    - 1 HP = 550 ft·lbf/s
    - 1 HP = 745,7 W
- Sistema técnico de unidades:
  - kilográmetro por segundo, (kgm/s)
    - 1 kgm/s = 9,806215 W

  - kilocaloría por hora (kcal/h)
    - 1 kcal/h = 1000 cal/h = 1,1630556 W (vatio)
- Sistema cegesimal
  - ergio por segundo, (erg/s)
    - 1 erg/s = 1x10-7 W
- Otras unidades:
  - caballo de vapor, (CV)
    - 1 CV = 75 kgf·m/s = 735,35375 W